# الرفيق بيدرسن
الرفيق بيدرسن هو فيلم من نوع مقتبس ‏ ودراما أُصدر في 24 فبراير 2006. الفيلم من إنتاج Motlys ‏، ومن توزيع Sandrew Metronome ‏، وهو من إخراج هانز بيتر مولاند، أما السيناريو فكان من كتابة Hans Petter Blad ‏ وDag Solstad ‏. الفيلم مقتبسٌ من Gymnaslærer Pedersens beretning om den store politiske vekkelse som har hjemsøkt vårt land ‏ من تأليف Dag Solstad ‏.

## القصة
تقع أحداث الفيلم في النرويج.

## طاقم التمثيل
- كريستوفر جونير
- Anders T. Andersen  [لغات أخرى]‏
- ايلين سوغن  [لغات أخرى]‏
- ماريان نيلسن  [لغات أخرى]‏
- Per Egil Aske  [لغات أخرى]‏
- Robert Skjærstad  [لغات أخرى]‏
- Silje Torp [الإنجليزية]‏
- ماريا بوك
- Anders Mordal  [لغات أخرى]‏
- آنه دال تورب
- جان جونار رويس
- Nina Schjeide ‏
- إنغريد بولسو بردال
- ستيغ هنريك هوف
- Henriette Steenstrup [الإنجليزية]‏
- فريدتيوف سوهايم
- Linn Skåber [الإنجليزية]‏
- Anne Ryg [الإنجليزية]‏
- Eli Anne Linnestad  [لغات أخرى]‏
- جون أوجاردن

## الإنتاج
موسيقى الفيلم التصويرية كانت من تأليف Halfdan E ‏.

## وصلات خارجية
- الرفيق بيدرسن على موقع IMDb (الإنجليزية)
- الرفيق بيدرسن على موقع ألو سيني (الفرنسية)
- الرفيق بيدرسن على موقع Turner Classic Movies (الإنجليزية)
- الرفيق بيدرسن على موقع أول موفي (الإنجليزية)
- الرفيق بيدرسن على موقع فيلمافينيتي (الإسبانية)
- الرفيق بيدرسن على موقع قاعدة بيانات الأفلام السويدية (السويدية)
- الرفيق بيدرسن على موقع قاعدة بيانات الفيلم (الإنجليزية)
- الرفيق بيدرسن على موقع ليتربوكسد (الإنجليزية)
- الرفيق بيدرسن على موقع كينوبويسك (الروسية)